# Palacio de la Exposición de Valencia
El palacio de la Exposición de Valencia es un edificio público de la ciudad de Valencia (España), sito en la calle Galicia número 1. Se trata de un edificio público de estilo modernista valenciano construido en el año 1908, obra del arquitecto valenciano Francisco Mora Berenguer.

## Edificio
El arquitecto Francisco Mora Berenguer lo construyó para albergar el palacio municipal de la Exposición Regional Valenciana de 1909. Su estilo arquitectónico es el modernismo valenciano con clara influencia del neogotico. 
El arquitecto fusiona en esta obra el estilo de destacados edificios de la ciudad, como El Miguelete, la Lonja de Valencia y las Torres de Serranos. Aunque se edificó con carácter efímero, para la Exposición Regional Valenciana de 1909, posteriormente se decidió su conservación dado su valor arquitectónico.
El edificio consta de dos sectores diferenciados: el ala noble y el ala del patio. En su interior destaca el salón de recepción o salón noble, con notables vidrieras modernistas, artesonados de escayola, azulejos y suelo de mosaico Nolla.
Las obras de rehabilitación del edificio se iniciaron en 1995 por el Ayuntamiento de Valencia, su propietario. Dichas actuaciones fueron dirigidas por el arquitecto Luis López Silgo y duraron siete años. El edificio se ha convertido en un edificio multiusos que acoge diferentes actos y eventos, tanto municipales y públicos como privados.
Contiguo al edificio, por su parte trasera, se encuentra el balneario de la Alameda, conocido como el Asilo de Lactancia que también formó parte del conjunto de edificios de la Exposición Regional Valenciana de 1909.